# Recreio dos Bandeirantes
Recreo de los Bandeirantes es un barrio de lujo de la Zona Oeste de la ciudad de Río de Janeiro. Es uno de los barrios más nuevos de la ciudad, localizado en la región administrativa de la Barra de la Tijuca, posee un área territorial de 30.655 km² y una población de 82.240 habitantes repartidos en 38.705 domicilios, se conoce por la organización, la seguridad, las playas y la práctica de deportes acuáticos.
Limita al este con Barra de la Tijuca, al norte con Camorim, Vargem Pequena y Vargem Grande, al oeste con Barra de Guaratiba, Grumari y Guaratiba, y al sur con el Océano Atlántico.

## Historia
Su vegetación nativa está compuesta por restingas, muy arenosas y pantanosas; por esta razón esta región se mantuvo aislada durante mucho tiempo.
Ya en el siglo XX hubo la adquisición de las tierras por Joseph Weslley Finch, de la denominada Gleba B, y por el Banco de Crédito Móvil, del área de la Gleba A.
La formación del Recreio se daría a 11 de febrero de 1953 con el lanzamiento del Proyecto de Urbanización del Recreo de los Bandeirantes (PA 6028), de autoría del ingeniero y urbanista José Otacílio Saboya Ribeiro, en un proyecto urbano que prevé la integración ambiental y comunitaria, inspirado en los ideales anglo-americanos de la Ciudad Jardín, conciliando la topografía local a un trazado reticular segmentado con diversas plazas y parques de floresta nativa.
Entre 1958 y 1959 la Compañía Recreo de los Bandeirantes fue responsable por la implementación del proyecto y venta de los lotes recién desglosados que componían la llamada Gleba B. El senador Potiguar Georgino Avelino, entonces presidente del Banco del Distrito Federal, estuvo entre los que creían en la expansión de la ciudad en dirección al Suroeste, presionando por la urbanización del área y su venta abierta a la sociedad, contratando al entonces joven agente inmobiliario Sergio Castro, que promovió la venta en lanzamiento de la Gleba B, desde una barrera localizada junto a la Piedra del Pontal, que posteriormente, al fin del lanzamiento, fue vendida por Sergio Castro a un famoso restaurante.
Históricamente, todos los barrios de la región de la Barra de la Tijuca desde su ocupación inicial han sufrido la falta de acción del poder público, que siempre privilegió áreas más densamente pobladas de la ciudad e integradas a su centro. Con eso, tanto en Recreo como en Barra no se implementaron varias obras públicas fundamentales para su correcto desarrollo. La Barra de la Tijuca, sin embargo, consiguió remediar tal cuestión por ser un barrio construido mayoritariamente por la iniciativa privada, empresas de construcción e incorporación que abrieron y pavimentaron vías para la implementación de sus famosos condominios de calles cerradas. Ya el Recreo, por su propia estructura urbana (formado mayoritariamente por calles de acceso libre en las cuales la iniciativa privada no tiene poder) es dependiente de la actuación del gobierno local.
El abastecimiento de agua solo fue implementado de forma completa en la década de 1990 en el gobierno de Marcello Alencar. El suministro de energía tenía una infraestructura precaria, y eran frecuentes las caídas de energía, que causaban enormes perjuicios materiales a los habitantes; la región solo tenía una subestación de energía, y solo en la década de 2000 fueron implantadas otras subestaciones, disminuyendo considerablemente el problema. El problema de la pavimentación de las calles, por su parte, constituyó un gran obstáculo para el desarrollo del barrio en los años 1990, y solamente en la década siguiente fue erradicado. En relación a la falta de saneamiento, la región recientemente inversiones del ayuntamiento, siendo inaugurada una estación de bombeo de la Cedae en 2009, sin embargo la descarga de aguas residuales en los canales y lagunas de la región continúa, sin una acción más efectiva del poder público.

## Características

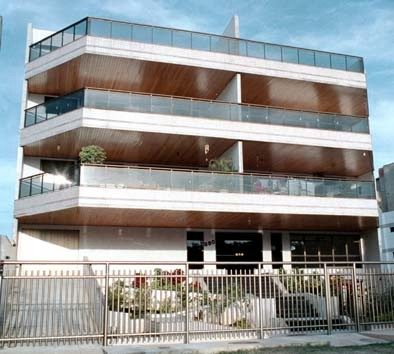
Edificio residencial típico en el Recreo.

Localizado a oeste del barrio de la Barra de la Tijuca y a leíste de Guaratiba, el Recreo de los Bandeirantes es el barrio de Río de Janeiro que ha crecido más rápidamente los últimos años. En 1980 tenía 5276 habitantes, y en 1991, tenía 14 344 habitantes. Sufrió una explosión poblacional a partir de la década de 2000, pasando de 37 572 habitantes en 2000 a 82 240 habitantes en 2010. Es de los barrios que más se valoran en la ciudad, atrayendo las clases media-alta y alta, venidas de barrios nobles ya saturados, y la clase media emergente, venida de barrios más humildes.
Parte de la región de la Barra de la Tijuca, el Recreo hace divisa con los barrios de la Barra de la Tijuca, Camorim, Vargem Pequeña, Vargem Grande, Grumari y Barra de Guaratiba y posee área total de 3065,56 ha, el equivalente al tamaño de la Zona Sur carioca. Es habitado por personas de buen patrón financiero. En la mayor parte del barrio prevalece el gabarito de construcción residencial limitado a 3 pavimentos. 
El Pontal de Sernambetiba marca el inicio de la Playa del Pontal y se hizo una referencia, en parte debido a la música "Del Leme al Pontal" de Tim Maia, muy famosa en Río de Janeiro.

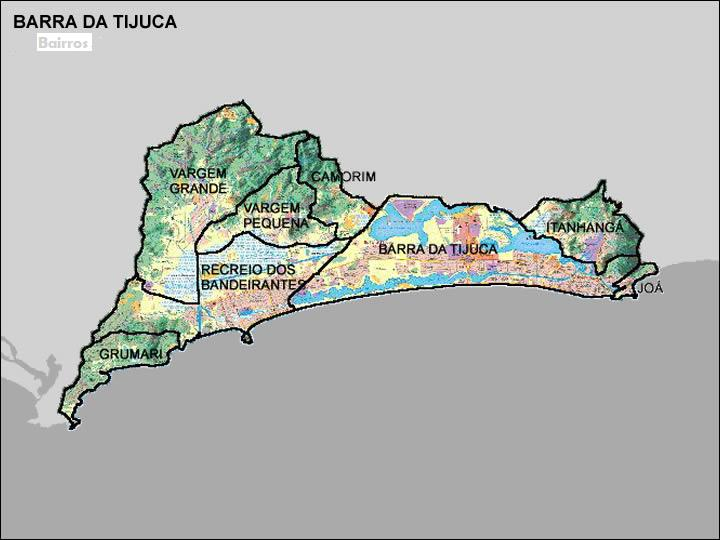
Mapa de la región administrativa de la gran Barra, que incluye el Recreo.

En la Playa del Pontal existe también una formación rochosa que acuerda el Arpoador, llamada "Piedra de Villegaignon", por donde los franceses, en el pasado colonial, iniciaron una de las dos invasiones a Brasil.
El Recreo, barrio con explícita vocación ambiental, cuenta también con buenos y amplios parques y reservas ambientales, como Parque Chico Mendes, Parque Marapendi, Parque Municipal de la Prainha, bosques y plazas bien boscosas, entre ellas la Plaza Tim Maia localizada prójima la Piedra del Pontal. Sus calles también son muy boscosas y sus edificios, vía de regla, presentan bellos jardines. En él también se encuentra una gran extensión de ciclovias.
El Recreo es muy famoso entre surfistas, skatistas, hippies y ecologistas, tanto por las ondas y clima tranquilo cuánto por la flora y fauna. El barrio aún permite gran contacto y convivencia armónica con la fauna local, no siendo rara la presencia de jacarés-de-charla-amarilla, capivaras, biguás, saguis, jacutingas, tiês-sangre en sus canales, parques y eventualmente en sus calles.
El barrio ha presentado avances y mejorías. Hoy, atrae grandes empresas y ya posee una red extensa y diversificada de comercio, con grandes centros comerciales y hipermercados, colegios y universidades tradicionales, opciones de ocio, incontables bares, cafés, churrascarias, steakhouses, pizzarias, restaurantes, además de los quiosques localizados en la mayor tarjeta postal del barrio, la playa.
Además de eso, el sector de construcciones de alto patrón continúa en alta en el barrio, que ya es considerado uno de los más nobles de la ciudad. La red de transportes ya es más avanzada del que antiguamente, con la presencia de la Línea Amarilla y aumento de líneas de autobuses, debiendo mejorar aún más con la llegada del metro hasta la Barra por la Línea 4. La integración geográfica directa con la Barra de la Tijuca también es positiva para los habitantes del barrio, que pueden contar con los incontables servicios de la Barra a pocos minutos de distancia.
Posee características como el elevado patrón de las construcciones y la presencia constante de plazas, bosques y parques; ciclovias cruzando el barrio y el interligando a la Barra; y la arborização de las calles.
Muchos artistas también han optado por vivir en el barrio. Fue el barrio que más avanzó en el IDH (Índice de Desarrollo Humano), pasando de 0,794 en 1991 para 0,894 en 2000, lo 31º mejor de la ciudad de Río de Janeiro (índice ya desfasado) . El Recreo, al contrario del barrio de la Barra de la Tijuca, que tiene araña-cielos residenciales, posee principalmente edificios bajos con grandes varandas. ES considerado uno de los barrios más seguros de la ciudad.[carece [cita requerida]]
Su clima es de los más amenos de la ciudad gracias a la proximidad con el mar, presencia de varios canales y lagunas, distanciamiento entre las construcciones de pocos andes, y presencia abundante de vegetación.

## Playas

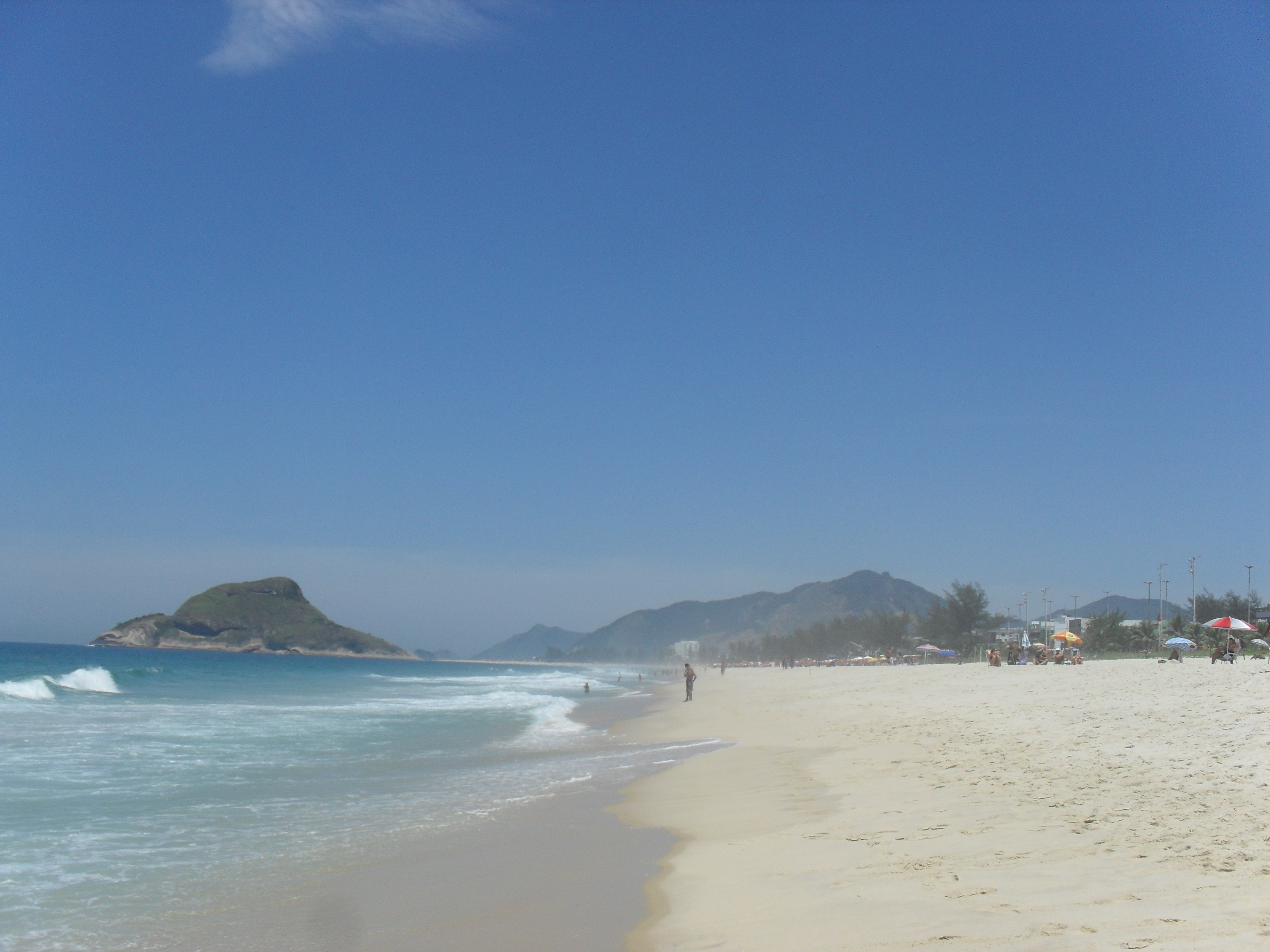
Vista de la Playa del Recreo.

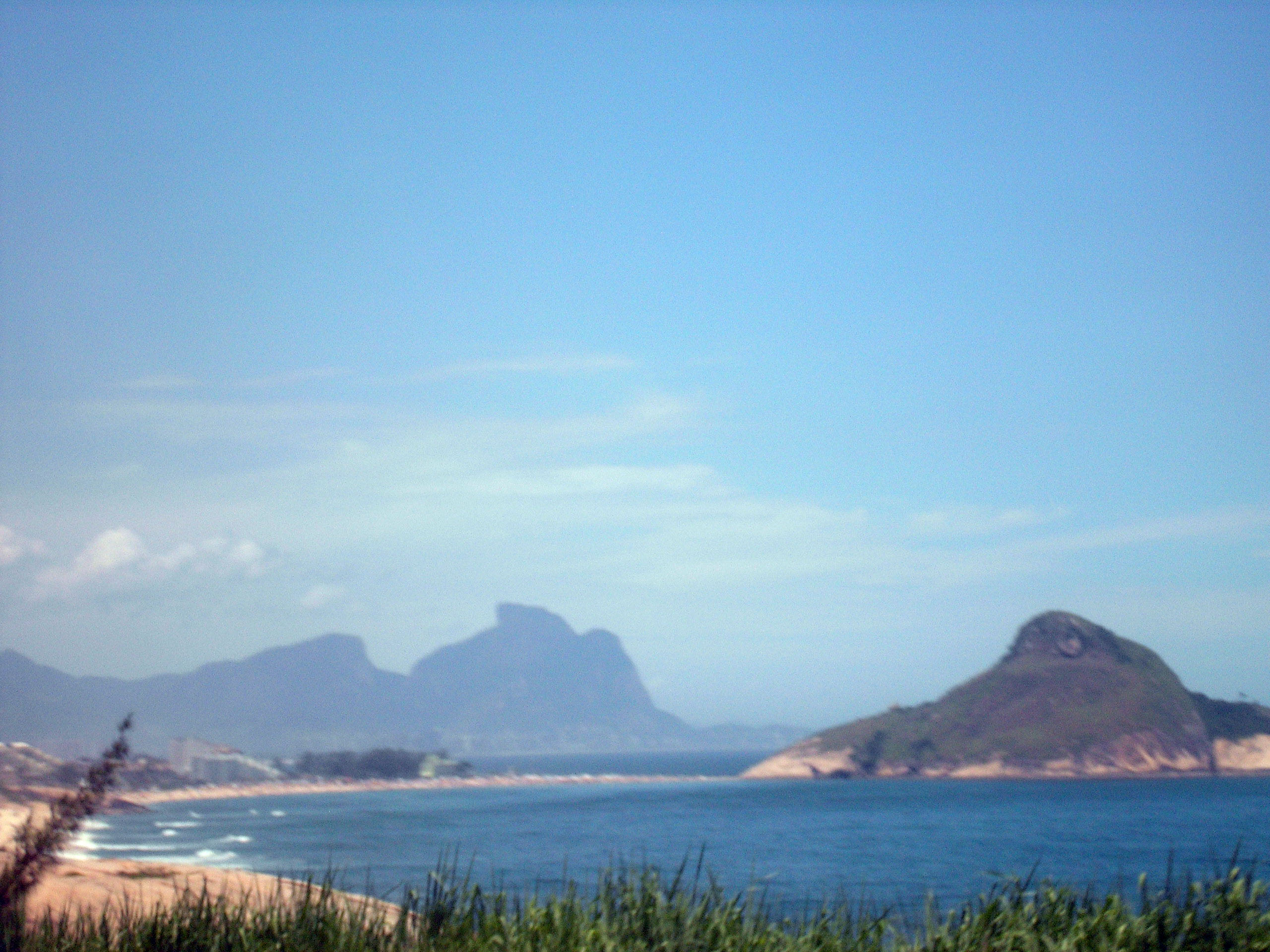
Vista de la Playa del Pontal.

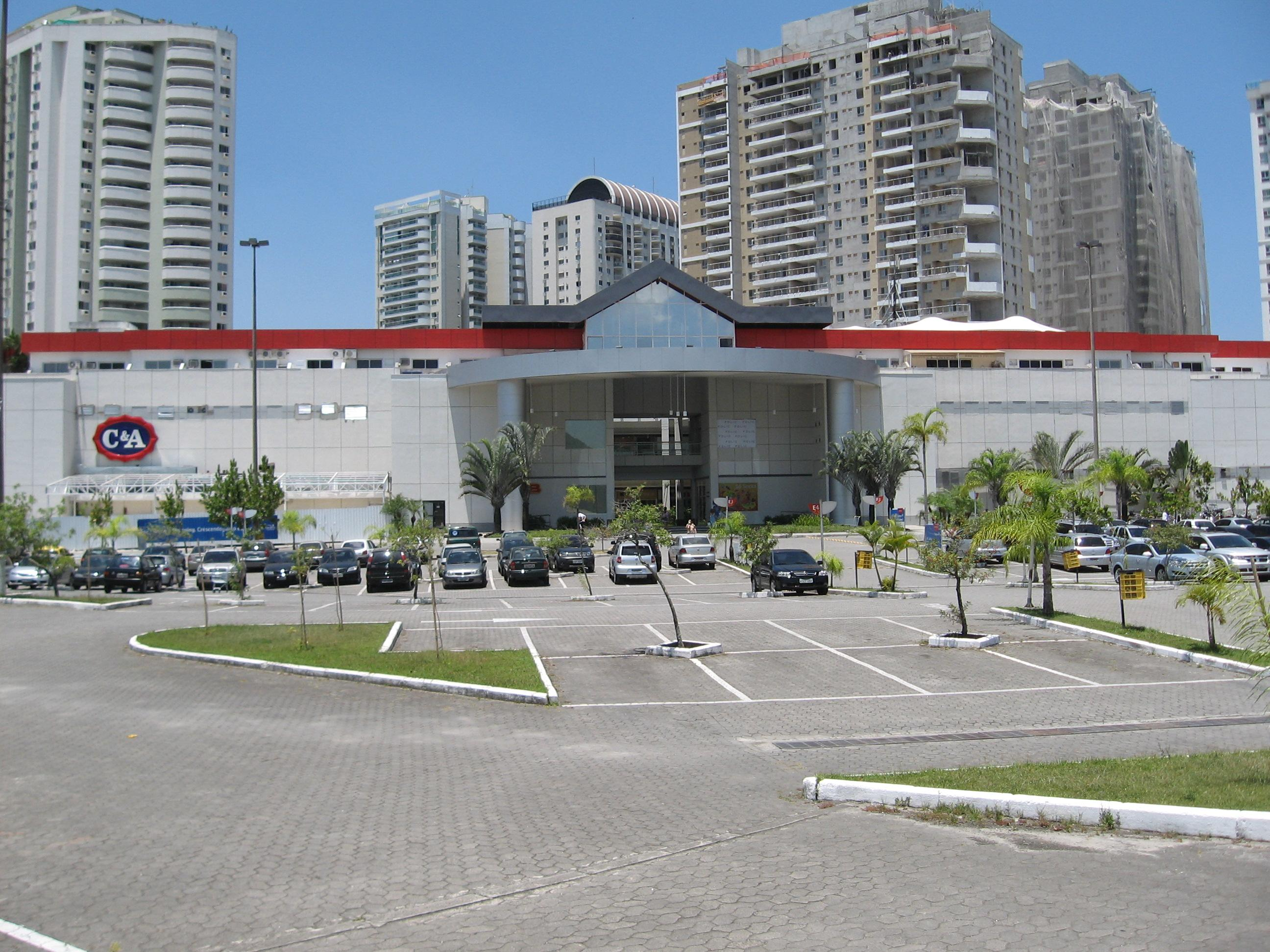
Recreo Centro comercial

El litoral del Recreo es formado por cuatro playas: Macumba, Pontal, Recreo y Reserva. El barrio posee playas más limpias, reservadas y bonitas que la media de la ciudad, en el sentido leíste-oeste son la Playa del Recreo, Playa del Pontal y Playa de la Macumba. Además de eso 30% de la extensión de la Playa de la Reserva está localizada en áreas contiguas al barrio; en el total el barrio presenta casi ocho kilómetros de litoral.

### Playa del Recreo
La mayor y más agitada playa del barrio, posee ondas más fuertes y las aguas más limpias del litoral carioca. Posee diversas escuelas de surf y voleibol de playa. Tiene el tamaño aproximado de 3 kilómetros. ES muy frecuentada por surfistas y es escenario de muchos campeonatos de bodyboard y grabaciones de televisión. Por la limitación del gabarito de los edificios en 3 pisos, el sol no es bloqueado atrás de las grandes construcciones. Su límite va de la playa de la Barra de la Tijuca hasta la piedra del Pontal. Ya la playa del Pontal es caracterizada por aguas más tranquilas y edificios de gabarito más alto localizados en el propio calçadão de la playa. La playa de la Macumba por su parte es más agitada y es común la destrucción de sus aparatos urbanos que es destruido por las ondas fuertes. 
En el Carnaval los quiosques de la orilla promueven el desfile de bandas.

### Playa del Pontal
Es la segunda mayor y más importante playa, caracterizada por no haber criba entre el calçadão y los edificios, que poseen aquí un gabarito mayor de construcción. Se extiende de la Piedra del Pontal hasta la Piedra de Itapuã.

### Playa de la Macumba
Playa de poco más de 1 kilómetro localizada entre la Piedra de Itapuã y el Canal de Sernambetiba. ES cercada por rocas y de ondas fuertes. Muy buscada para la práctica de surf.

### Barrio del Surf
Fue creado por el ayuntamiento el Barrio Temático del Surfe entre Prainha y Pontal con vista a incentivar competiciones en el área e incrementar la estructura para práctica de la modalidad.

## Urbanización
El Recreo se destaca por el urbanismo diferenciado en relación al restante de la Barra da Tijuca: gabarito de construcción mayoritariamente limitado a pocos pavimentos, calles con cortes semi-hipodâmicos que ayudan a reducir la velocidad de los automóviles y con un gran número de plazas. Su división inicial se dio entre las llamadas Gleba A, Gleba B y Gleba C (Pontal). Las áreas de las glebas A y B, entre las vías Balthazar de la Silveira y Gilka Hacha, son las más ocupadas y siguieron la planificación inicial, mientras la Gleba C, en la región del Pontal, área entre las Av. Gilka Machado y Carretera Concejal Alceu de Carvalho, fueron hechas invasiones irregulares - favelas del Terreirão y del Parque Chico Mendes. Aún en la Gleba C hay la Barra Bonita, área en que hay los mayores gabaritos de construcción de todo el Recreo, alrededor del Recreo Centro comercial. Ya en el interior del Recreo - entre la Avenida de Américas y el barrio de las Vírgenes - están localizados los condominios cerrados que siguen la misma plantilla urbana del barrio de la Barra de la Tijuca.

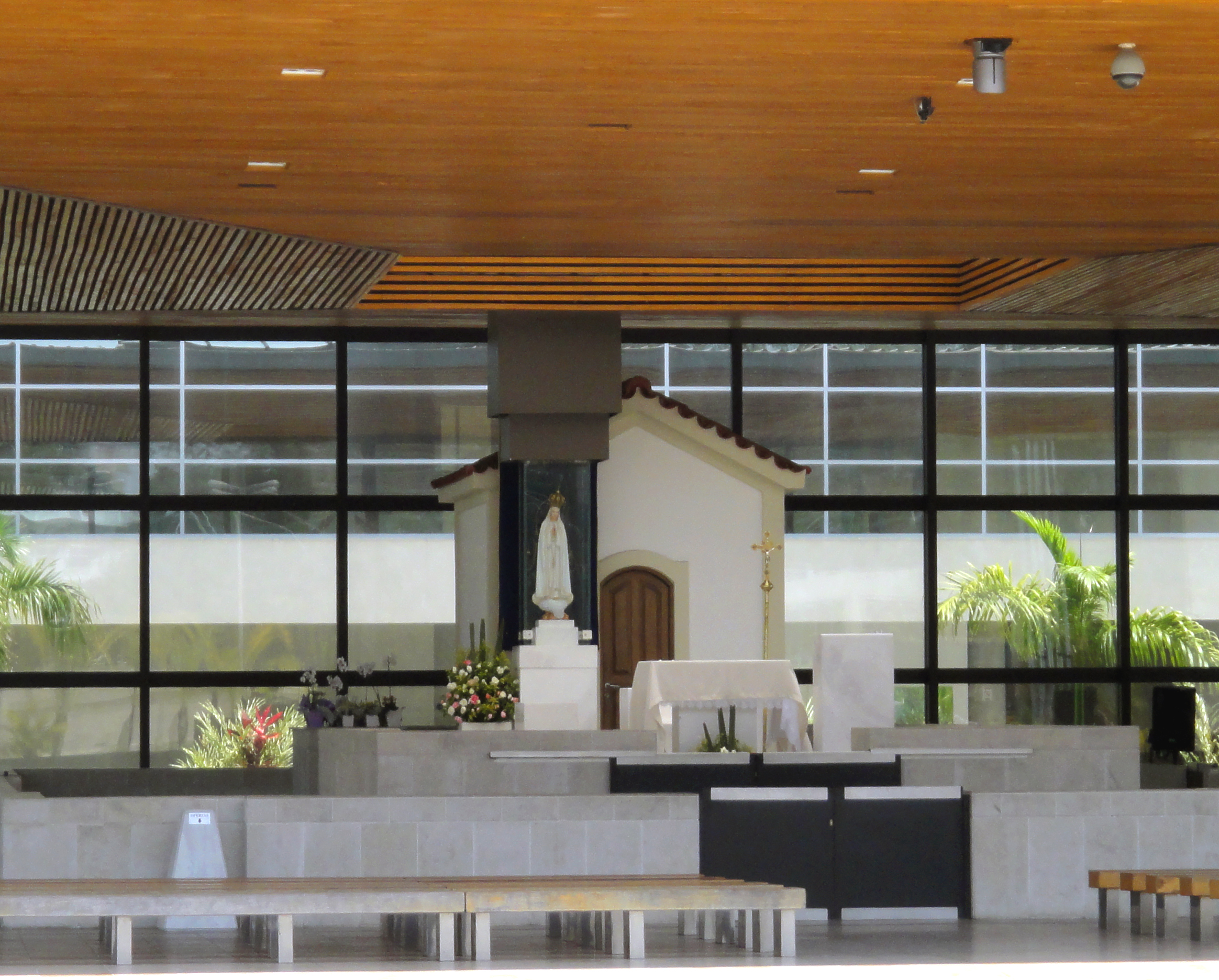
El Santuario de Nuestra Señora de Fátima, en el Recreo de los Bandeirantes, se hizo en un centro de peregrinação.

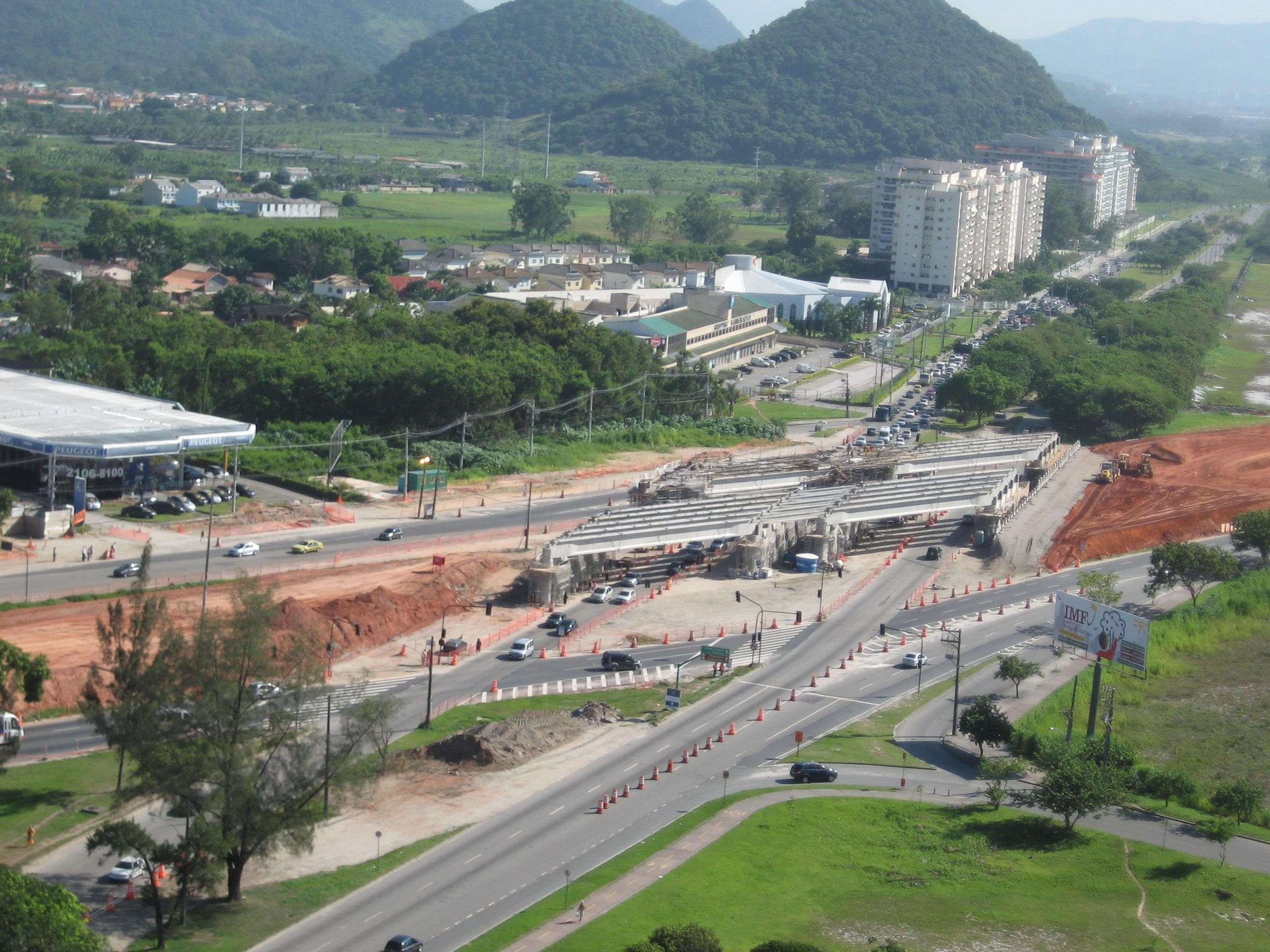
Construcción del viaduto conectando la Barra al Recreo en la Avenida de Américas

La mayoría de los eventos de los Juegos Olímpicos de Verano de 2016, serán realizados en áreas vecinas al Recreo, así como Vila Olímpica en el Camorim, que quedará a 5 minutos del barrio. Debido a eso están siendo realizadas diversas obras públicas que visan la mejoría del transporte, saneamiento y urbanización del Recreo de los Bandeirantes.

## Barrios próximos
- Barra de la Tijuca
- Joa
- Itañanga
- Vargen Grande
- Vargen Pequeña
- Guaratiba
- Grumari
- Camorin

## Sub-barrios
- Barra Bonita
- Pontal Oceânico
- Reserva Américas